# Ре, Херман Давид
Херман Давид Ре (исп. Germán David Ré; род. 2 ноября 1981, Вилья-Гобернадор-Гальвес, Санта-Фе) — аргентинский футболист, игравший на позиции защитника.

## Биография
Начал профессиональную карьеру в клубе «Ньюэллс Олд Бойз» в 2002 году. Провёл за клуб из Росарио 195 матчей, в которых забил 5 голов. Выиграл с «Ньэллс» в 2004 году чемпионат Аргентины (Апертуру).
2 февраля 2009 года Ре перешёл в «Эстудиантес», и сразу стал основным игроком в команде, сумевшей выиграть свой четвёртый Кубок Либертадорес, впервые с 1970 года. В 2010 году помогу «Эстудиантесу» выиграть очередной чемпионат Аргентины, Апертуру. Это стал второй чемпионский титул в карьере Ре со времён игры в «Ньюэллс Олд Бойз».
Херман Ре умеет качественно сыграть как на позиции центрального, так и флангового защитника, хотя в основном используется на левом фланге защиты.
Ре призывался Альфио Басиле в сборную Аргентины для участия в отборочных матчах чемпионата мира 2010 года, однако тогда за главную команду Аргентины не дебютировал.

## Титулы
- Чемпион Аргентины (2): 2004 (Апертура), 2010 (А)
- Обладатель Кубка Либертадорес (1): 2009